# Салапарута
Салапару̀та (на италиански и на сицилиански Salaparuta) е малко градче и община в южна Италия, провинция Трапани, автономен регион и остров Сицилия. Разположено е на 189 m надморска височина. Населението на общината е 1576 души (към 2010 г.).
Старото селище Салапарута бива сериозно навредено от силно земетресение в 15 януари 1968 г. Жителите решават да напуснат къщите си и да построят ново село малко по-далече от старото. Руините на старата Салапарута още днес остават като напомняне на тази катастрофа.